# 八阪神社 (高槻市)

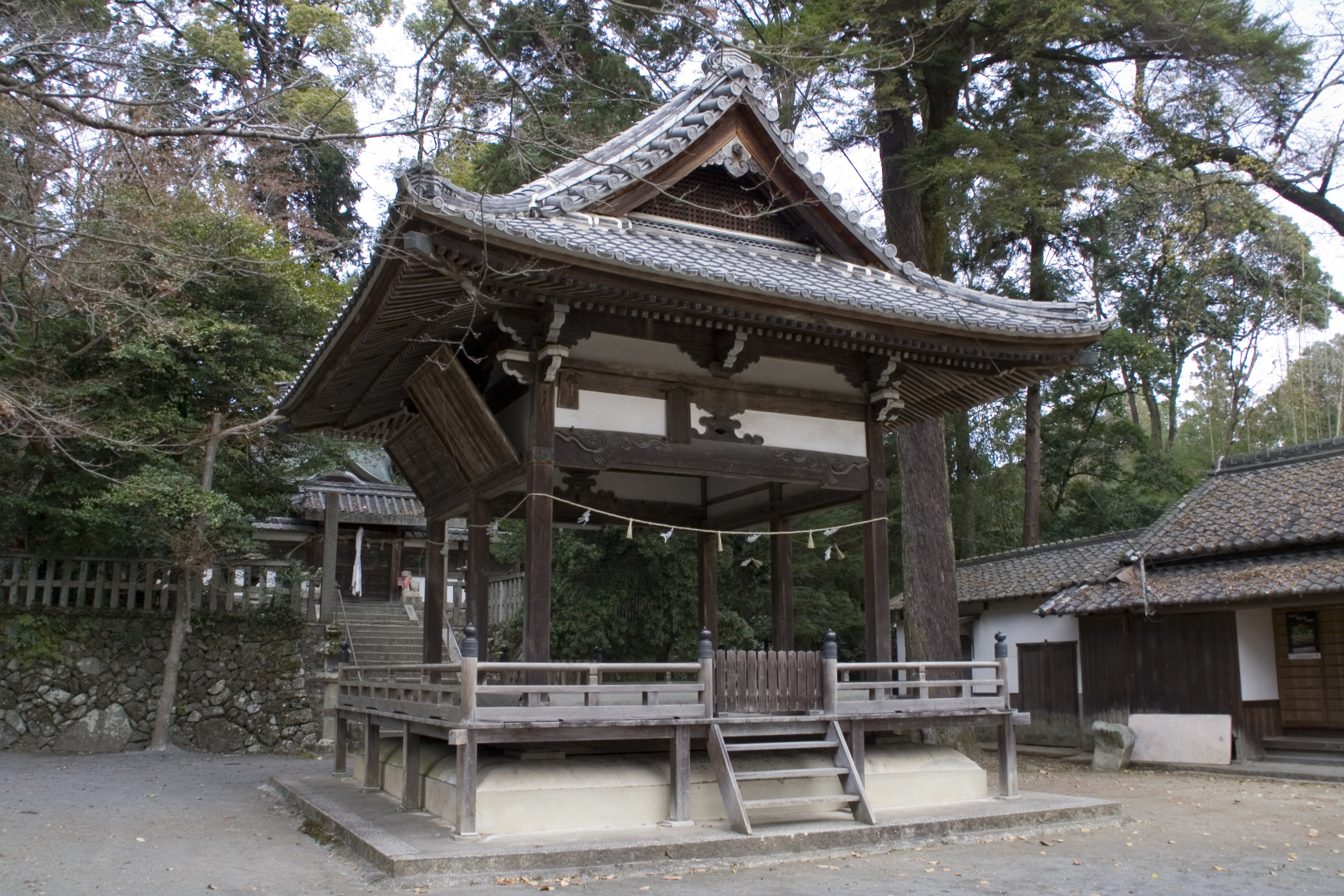
拝殿

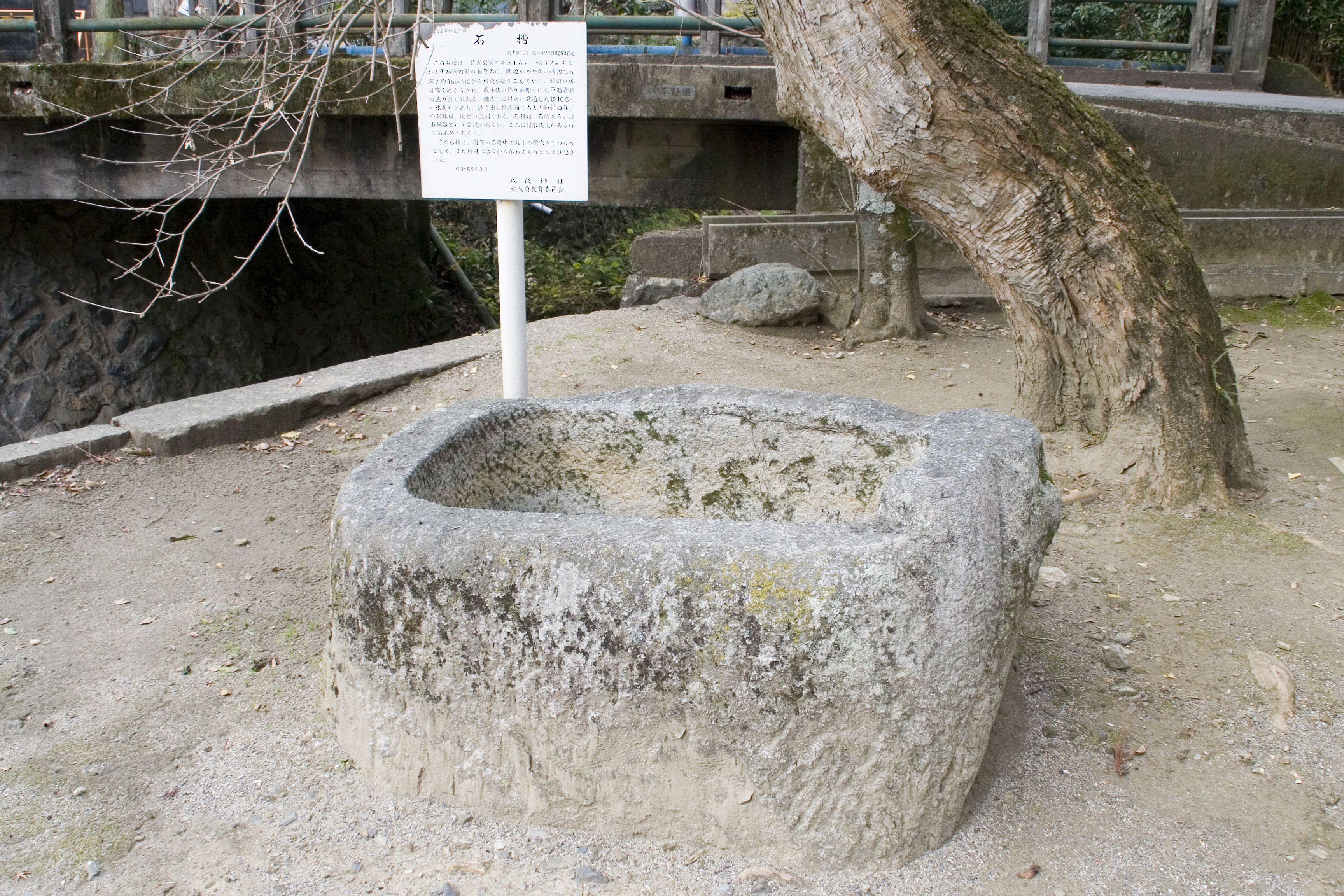
石槽

八阪神社（やさかじんじゃ）は、大阪府高槻市原にある神社。

## 祭神
- 素戔嗚尊

## 歴史
社記によれば、清和天皇の頃（9世紀後半）、疫病が流行したため、牛頭天王を迎えたのがはじまり。
- 明治5年（1872年） - 村社に列す。
- 大正3年（1914年） - 6月城山の勝手神社を合祀[1]。

## 境内社
- 琴平神社
- 多賀神社・春日神社
- 稲荷神社

## 文化財
- 石槽 - 大阪府有形文化財（1974年（昭和49年）3月29日指定）。
  - 長さ1.6m、幅1.2mの平面楕円形の花崗岩製自然石に、楕円形の深さ48cmの槽穴を掘り込み、底に径10.5cmの水抜孔がある。
- 春祭歩射神事（通称・大蛇祭） - 高槻市無形民俗文化財（2006年（平成18年）2月21日指定）4月の第1日曜日。
  - 「弓引きの神事」と「綱掛けの神事」とが習合したもの。

## 交通アクセス
- JR京都線 高槻駅より高槻市営バス原大橋行きに乗車、「原立石」バス停下車、徒歩で約10分。